# 中華顧問工程司
財團法人中華顧問工程司（英語：China Engineering Consultants, Inc.）為中華民國一個工程顧問設計機構，由中華民國交通部等政府機關及學術團體共同捐助成立之財團法人。成立於1969年11月22日，由交通部管理。總部位於臺北市大安區，參與過台灣及其他開發中國家許多公共工程的顧問設計。2007年依法轉投資成立「台灣世曦工程顧問股份有限公司」，原中華顧問工程司轉型成為非營利的公設財團法人。以發揮中華民國專門人才的技術知識，促進交通建設，改進工程技術，協助國內外之經濟發展為目的。
主要業務範圍：
- 交通、公路、鐵路、橋梁、隧道、港埠、機場、建築、結構、大地、水利、環境、控制、電機、通訊、機械、智慧型運輸系統、大眾捷運、都市計劃、社區、工業區、土地開發、觀光遊憩、及其他各類工程相關技術研究發展。
- 前款工程檢驗、鑑定、施工技術輔導、技術出版品發行及相關項目之教育訓練。

## 歷史
- 1969年11月22日，中華顧問工程司成立，總部設於臺北市中山區南京東路二段53號（再保大樓），第一屆董事會推舉費驊為董事長、樊祥孫為總經理。
- 1970年5月，中華顧問工程司與美國帝力凱撒國際公司（DeLeuw Cather International Limited）合作，承辦交通部臺灣區高速公路工程局中山高速公路基隆內湖段、內湖台北段設計工作。
- 1970年8月，中華顧問工程司總部遷往臺北市中山區吉林路69號（明台大樓）。
- 1971年1月，中華顧問工程司辦妥世界銀行合格登記。
- 1971年2月，中華顧問工程司辦妥亞洲開發銀行合格登記。與德國道基工程顧問公司合作，承辦交通部臺灣區高速公路工程局中山高速公路嘉義新市段工程設計。
- 1972年10月21日，中華顧問工程司總部遷往臺北市忠孝東路四段280號（大陸大樓）。
- 1973年6月，《中華顧問工程司通訊》創刊。
- 1988年10月，中華顧問工程司總部遷往臺北市大安區辛亥路二段185號20至30樓（中央百世大樓），但部分專案計畫辦公室留在臺北市忠孝東路四段大陸大樓及光復大樓。
- 2007年5月1日，因應《工程技術顧問公司管理條例》規定，中華顧問工程司轉投資成立台灣世曦工程顧問股份有限公司，概括承受中華顧問工程司原有之工程技術顧問業績及業務。中華顧問工程司轉型為工程的研究推廣與教育訓練機構。

## 歷任首長
| 任別   | 姓名   | 就職時間       | 卸任時間       |
| 董事長 | 董事長 | 董事長         | 董事長         |
| ------ | ------ | -------------- | -------------- |
| 1      | 費驊   | 1969年11月22日 | 1972年9月6日   |
| 2      | 樊祥孫 | 1972年9月7日   | 1984年9月7日   |
| 3      | 胡美璜 | 1984年9月8日   | 1990年9月16日  |
| 4      | 石中光 | 1990年9月17日  | 1996年9月18日  |
| 5      | 鍾正行 | 1996年9月19日  | 2001年2月16日  |
| 6      | 許瑞峯 | 2001年2月17日  | 2005年9月15日  |
| 7      | 林振得 | 2005年9月      | 2008年7月      |
| 代理   | 張邱春 | 2008年7月      | 2008年8月      |
| 8      | 李建中 | 2008年8月      | 2008年9月15日  |
| 9      | 廖慶隆 | 2008年9月16日  | 2013年2月21日  |
| 10     | 郭蔡文 | 2013年2月22日  | 2014年9月15日  |
| 11     | 卓訓榮 | 2014年9月16日  | 2015年7月30日  |
| 12     | 尹承蓬 | 2015年7月31日  | 2016年8月21日  |
| 13     | 林志明 | 2016年8月22日  | 2017年12月27日 |
| 14     | 吳盟分 | 2017年12月28日 | 2019年7月8日   |
| 15     | 林陵三 | 2019年7月9日   | 2021年3月15日  |
| 16     | 周永暉 | 2021年3月16日  | 2023年11月9日  |
| 17     | 盧維屏 | 2023年11月10日 | 2024年11月27日 |
| 18     | 鄭運鵬 | 2024年11月28日 | 現任           |
| 執行長 |        |                |                |
| 1      | 朱福來 | 2008年9月      | 2011年6月      |
| 2      | 黃洪才 | 2011年6月      | 2013年11月     |
| 3      | 朱旭   | 2013年11月     | 2016年1月      |
| 4      | 陳茂南 | 2016年1月      | 2021年3月      |
| 5      | 李慶鋒 | 2022年2月21日  | 現任           |

## 另見
- 財團法人中技社（轉投資中鼎工程）

## 連結
- 中華顧問工程司（页面存档备份，存于）
- 台灣世曦工程顧問股份有限公司 （页面存档备份，存于）
- 2019智慧城鄉論壇-智慧運輸提升城市競爭力 共榮共創‧智慧台灣 （页面存档备份，存于）
- 2019智慧城鄉論壇-智慧運輸接軌全球新科技 （页面存档备份，存于）
- 中華顧問工程司50年司慶Youtube線上影片
- 台9線南迴公路改善工程技術論壇 （页面存档备份，存于）
- 2021智慧城鄉論壇-智慧科技落實人本交通願景 偏鄉不偏．智行無礙 （页面存档备份，存于）